# Эрмитаж (гостиница, Екатеринбург)
Гостиница «Эрмитаж» (Доходный дом Братьев Макаровых) — гостиница по адресу Екатеринбург, улица Малышева, дом 56, возведённая в 1882—1884 годах, по проекту архитектора М. Л. Реутова. Образец гостиничных зданий в кирпичном стиле с классическими элементами декора.

## История
В 1880-е годы усадьба за Каменным мостом, построенном в 1844 году между левым берегом реки Исеть и улицей 2-й Береговой, принадлежало «мещанской вдове» Е. Н. Суставовой. На углу со 2-й Береговой вдова имела небольшой деревянный дом, где располагалась пивная лавка К. Гребенькова. От дома до реки тянулся огород хозяйки, обнесённый высоким забором.
По заказу екатеринбургского мещанина Г. М. Александрова в 1882 году были построены два двухэтажных полукаменных дома. В 1884 году к этим домам были достроена двухэтажная пристройка. К 1900 году усадьба принадлежит Жукову. Здесь работали магазины мужского платья А. Шалахина, шляпный братьев Пазовских, контора и склад акционерного общества «Братья Белер и К°». Был открыт кинотеатр Рона, доходный дом братьев Макаровых.
В 1908 году сюда в меблированные комнаты «Эрмитаж» на Покровском проспекте у каменного моста переселяется, продав дом инженеру-строителю Н. Н. Ипатьеву, второй владелец усадьбы Ипатьева золотопромышленник Иван Григорьевич Шаравьев.
В 1909 году усадьба была выкуплена М. Д. Мерединым. В здание переехала гостиница «Эрмитаж» с Пушкинской улицы. Кроме гостиницы здесь располагались магазины: винно-гастрономический — торгового дома «Парфенов и Новиков», музыкальный — Гритцнера, галантерейно-парфюмерный — Аристархова, конторы Екатеринбургского отделения товарищества «Свет», «лечебница болезней зубов» И. Г. Упорова и другие учреждения.
После 1917 года екатеринбургские гостиницы были превращены в общежития. Однако, гостиница «Эрмитаж», переименованная в гостиницу «Спартак», продолжала функционировать. В 1918 году в здании размещался штаб ВЧК, на заседании которого было принято решение о расстреле царской семьи. 
С 26 по 30 января 1928 года в гостинице останавливался русский поэт В.В. Маяковский.
Решением Свердловского облисполкома № 75 от 18.02.1991 года здание было поставлено на государственную охрану как памятник истории регионального значения.

## Архитектура
Двухэтажный кирпичный дом в центральной части города на левом берегу реки Исеть у Каменного моста. Дом располагается на перекрёстке улицы Малышева (Покровский проспект) и улицы Горького (2-я Береговая улица). Северный и восточный фасады вытянуты по красной линии улиц, а западный фасад — вдоль реки Исеть. Были возведены по проекту архитектора М. Л. Реутова два двухэтажных полукаменных дома с номерами для приезжих, кондитерской, булочной и трактиром. В 1884 году эти дома были соединены двухэтажной вставкой и к центральной части южного фасада сделана пристройка. Первый этаж имеет несущие кирпичные стены и деревянные перекрытия. Второй этаж из бревен облицован снаружи кирпичом. Цоколь кирпичный, со стороны восточного фасада выложен гранитными плитами. Уличные фасады — фронтально-плоскостные, в кирпичном стиле с использованием узорчатой кирпичной кладки. В декоре оформлены классические формы: аттики, сандрики, балясины. Фасад по улице Малышева состоит из двух корпусов и связки. Углы и центральная часть главного корпуса оформлены лопатками с аттиками в венчании. На их оси во втором этаже арочные окна с архитравами и замковыми камнями. Боковые проемы с балконами с ажурной кованой решеткой цветочного орнамента. Под центральным сдвоенным окном находится парадный вход с двустворчатой дверью и с крыльцом в три ступени, навесом с подзором на витых чугунных столбиках. Остальные окна второго этажа дугообразны с сандриками. По вертикали фасад разграничен междуэтажным поясом и карнизом. Фасад второго корпуса и связки входа выделены лопатками. Окны второго этажа и тройное окно дугообразны. Сверху над окнами расположены бровки, а снизу — пояс лекального кирпича. Завершает фасад многопрофильный карниз и парапетные столбики над ним. Западный и восточный фасады разграничены двумя рядами окон. Южный фасад пристройки укреплен контрфорсами. Первый этаж главного корпуса разделён на две части. Восточная часть состоит из двух торговых зала и подсобного помещения. Больший из залов вытянут вдоль северного фасада и имеет два входа с улицы. В его противоположной стене устроена фигурная арка, ведущая во второй зал, прилегающий к южному фасаду. Западная часть здания, как и второй этаж, имеет коридорно-осевую систему. Вход в помещения располагается с улицы через прихожую, а на второй этаж — по мраморной центральной лестнице как и в подсобную, расположенной в пристройке. В интерьерах комнат сохранились филенчатые наличники окон и дверей. Стены и потолок обрамлены тягами. Одно из первых гостиничных зданий Екатеринбурга конца XIX века, построенное в кирпичном стиле с классическими элементами декора.

## Галерея

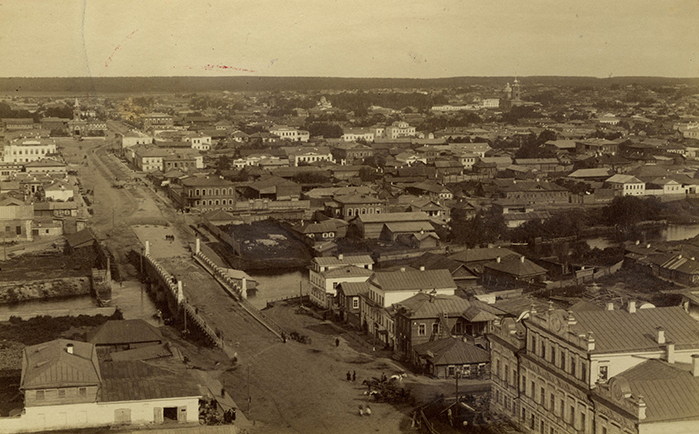
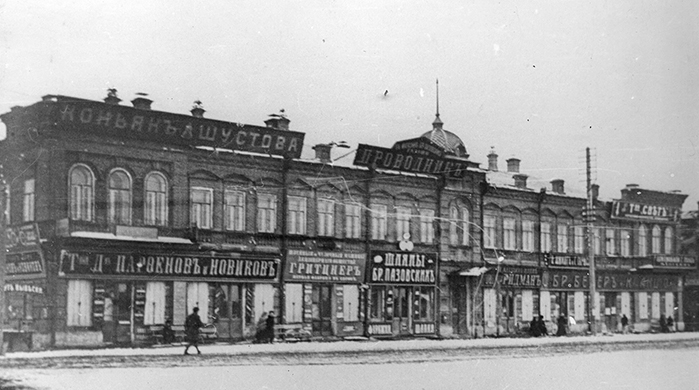
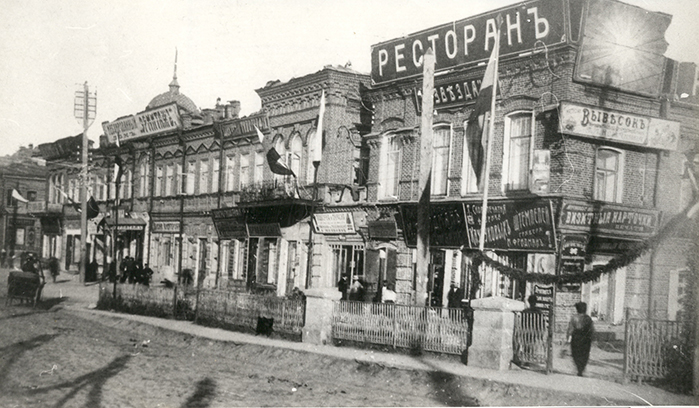